# Saint-Marcet
 Saint-Marcet  là một xã ở tỉnh Haute-Garonne vùng Occitanie tây nam nước Pháp. Xã Saint-Marcet nằm ở khu vực có độ cao 410 mét trên mực nước biển.